# 尾池義翁
尾池 義翁（おいけ よしおう、1928年1月5日 - ）は、元競輪選手。日本競輪選手会大阪支部に在籍していた。競輪学校創設以前に競輪選手登録された期前選手で、選手登録番号は1010。

## 来歴
俗に「岸和田の尾池一族」と呼ばれた競輪一家の主軸選手として、競輪黎明期に第一線級選手として活躍した。元競輪選手の尾池孝介も当人の親戚筋にあたる。
1952年の第3回全国都道府県選抜競輪・2000m競走（福岡競輪場）並びに、1953年の第5回全国都道府県選抜競輪・1200m競走（花月園競輪場）で優勝。また、ホームバンクだった岸和田競輪場の1周年（1951年）及び2周年（1952年）の開設記念を制覇している。この他、第2回高松宮賜杯競輪では、連覇を達成した山本清治に次いで2位に入った。
1981年11月5日選手登録削除。